# Robot Erectus
Robot Erectus est une anthologie des principaux romans et nouvelles fantastiques à l'aube des robots édité par Jean-Claude Heudin.

## Présentation du recueil
Robot Erectus de Jean-Claude Heudin est un recueil de romans et nouvelles fantastiques publié aux éditions Science-eBook en 2012.
L'auteur rassemble et analyse 12 romans et nouvelles qui ont forgé le mythe moderne du robot.
Des premiers contes d'Hoffmann, mettant en scène les automates mécaniques du siècle des Lumières, aux machines capables de penser par elles-mêmes dans Le maître de Moxon, les textes font progressivement apparaître les principaux traits des histoires modernes de robots.

## Les romans et nouvelles
Avec ses 398 pages, le recueil rassemble les textes suivants :
- Introduction et références
- Les automates (de) de Ernst Theodor Amadeus Hoffmann (1814)
- L'homme au sable de Ernst Theodor Amadeus Hoffmann (1817)
- La Vénus d'Ille de Prosper Mérimée (1837)
- L'homme qui était refait de Edgar Allan Poe (1839)
- Le Chef-d'œuvre inconnu de Honoré de Balzac (1846)
- L'ombre de Hans Christian Andersen (1847)
- Avatar de Théophile Gautier (1857)
- Le major Whittington de Charles Barbara (1858)
- L'automate de Ralph Schropp (1878)
- L'homme le plus doué du monde (en) de Edward Page Mitchell (1879)
- La manufacture d'hommes de Oskar Panizza (1890)
- Le maître de Moxon (en) de Ambrose Bierce (1910)